# Aubrey (Arkansas)
Aubrey – miasto w Stanach Zjednoczonych, w stanie Arkansas, w hrabstwie Lee.